# Crapaudine (mécanique)
Pour les articles homonymes, voir crapaudine.
Une crapaudine est une pièce de métal constituée par un palier de butée destiné à recevoir l'extrémité du pivot d'un arbre vertical et un palier de guidage destiné à absorber les efforts radiaux.

On parle parfois de « palier vertical à charge axiale ». En effet, le but de la crapaudine est bien de permettre la rotation d'un arbre dont la charge est dans le prolongement de son axe. Quand cet arbre est horizontal, on parle de palier.
Les différentes crapaudines sont constituées de divers éléments en fonction de leur montage:  une chape qui forme l'enveloppe, un coussinet, un grain, un contre-grain, un collet, une butée à bille.

## Différents types
Les crapaudines peuvent être disposées :
- à la partie inférieure de l’arbre et c’est l’extrémité qui repose sur la butée (fig. A, B et C), le tout incorporé dans une chape.

- - Fig. A : dans le cas de charge moyenne et pour des diamètres inférieurs à 70 mm, l’arbre est guidé par un coussinet en bronze (1) et l’extrémité repose sur un contre-grain (2) qui pivote sur le grain (3) solidaire du palier. Dans certains cas le contre-grain peut être remplacé par un traitement thermique de l’extrémité du pivot (cémenté-trempé).

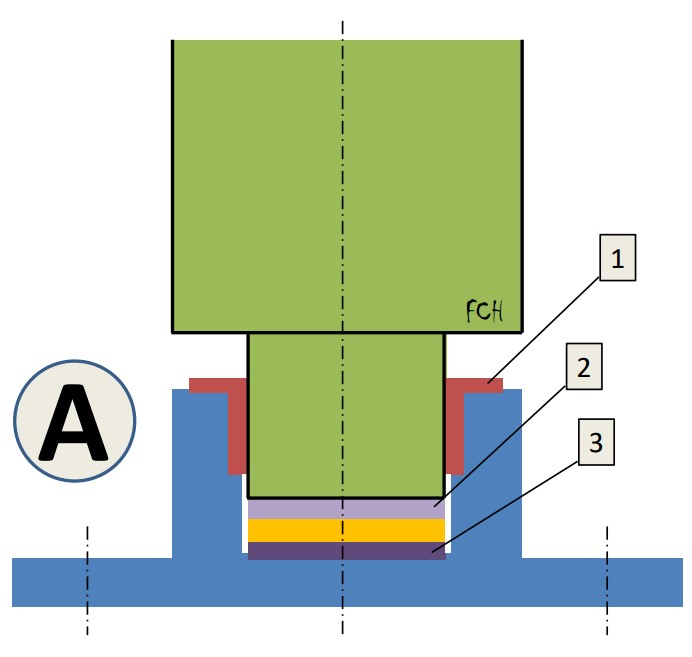
Fig. A

- Fig. B : même montage que le cas précédent à la différence que le grain est sphérique pour assurer un meilleur centrage dans le palier.

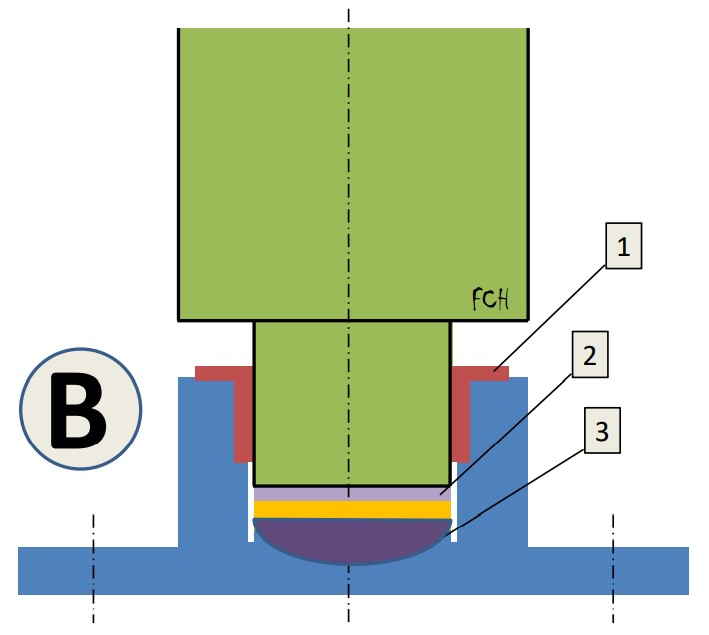
Fig. B

- Fig. C : le pivot est simplement appuyé sur une butée à bille centrée dans le palier. Ce dispositif, moins onéreux que les cas précédents, permet en plus de supporter de fortes charges axiales avec une lubrification plus simple.

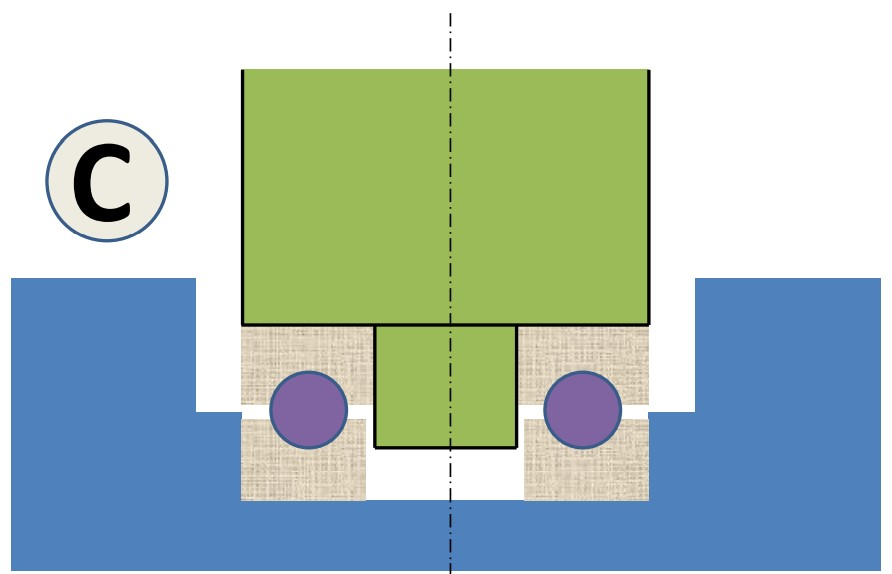
Fig. C

- la crapaudine de Mitchell est utilisée dans le cas de charges importantes ou quand, pour des raisons de montage, il est impossible de placer une butée dans la partie inférieure. En partie supérieure, l’arbre est soutenu par un collet reposant sur une butée, le tout incorporé dans une chape. L’arbre, guidé en translation par un coussinet, est soutenu par le collet, muni d’un grain qui peut pivoter sur la collerette du coussinet. Ce grain peut être remplacé par une butée à billes.

## Applications

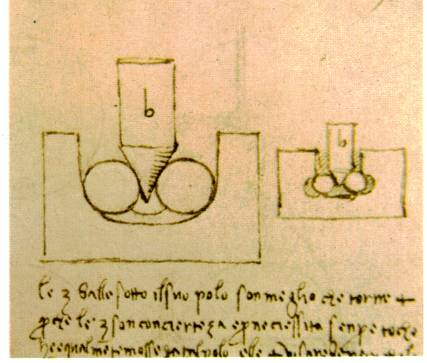
Crapaudine de Léonard de Vinci (Codex Madrid I, f.101v)

La crapaudine est présente, depuis la plus haute antiquité, comme palier d’articulation des portes ou des grilles. Son emploi est plutôt indiqué pour les lourdes portes des forteresses, qui ne pourraient être soutenues par un simple gond fiché dans le mur.
On trouve des traces de scellement de crapaudines dans certaines entrées de riches maisons romaines comme à Pompéi.
Léonard de Vinci a également étudié le problème en dessinant une crapaudine munie d’une butée à bille à la fin du XVe siècle.
Aujourd’hui, les crapaudines sont toujours utilisées, dans l’architecture traditionnelle, pour l’articulation des portillons et portiques de propriétés.
Dans la mécanique, elle trouve un usage pour l’articulation des potences ou des chèvres verticales de levage de charges.
Dans les groupes turbo-alternateurs des usines hydro-électriques sous basse chute (hélice ou kaplan), on parle de « pivoterie » pour désigner l'ensemble des éléments qui supportent et permettent la rotation de l'ensemble rotor d'alternateur-arbre-roue de la turbine.

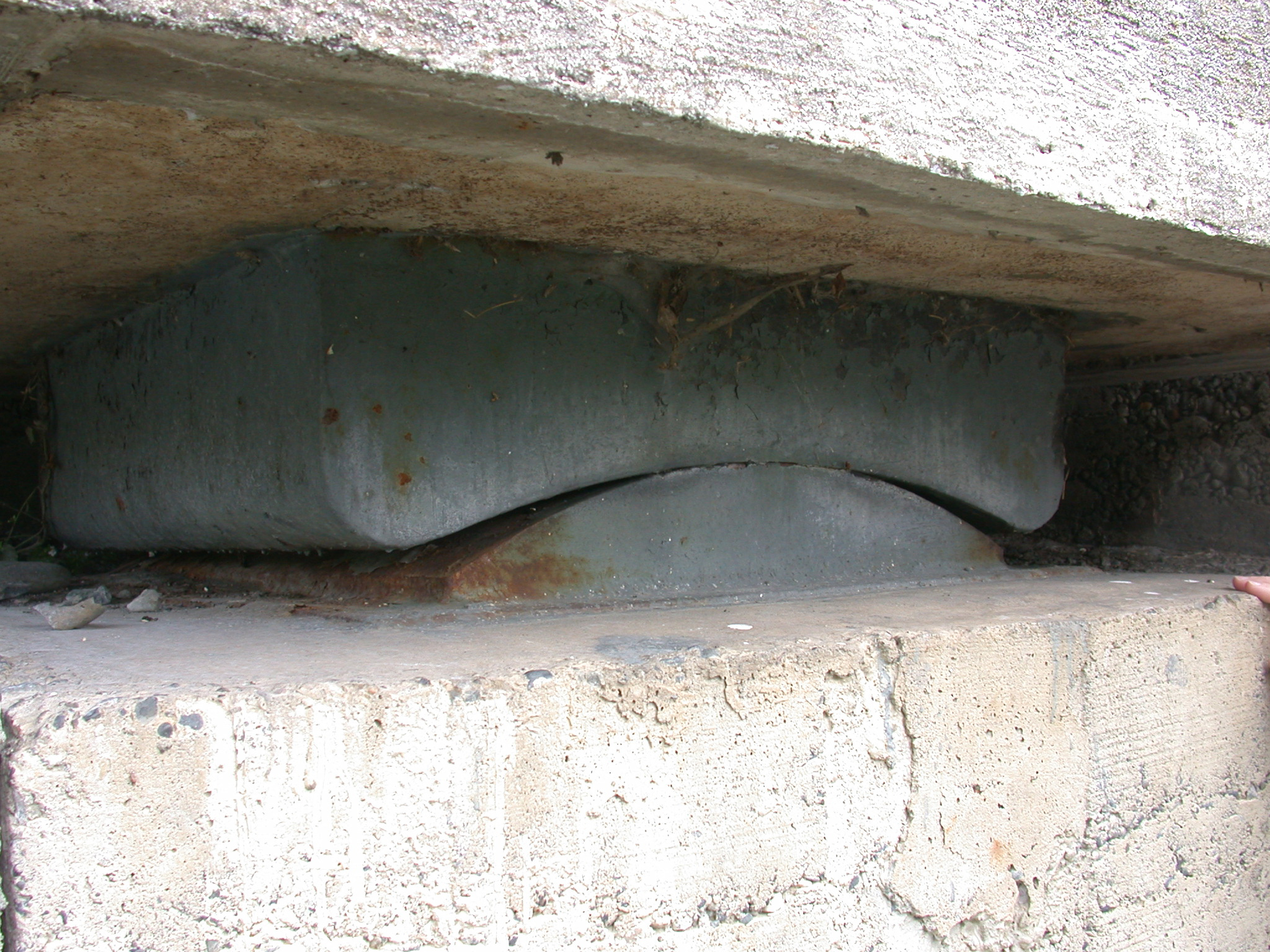
Une des quatre crapaudines supportant les pylônes du pont d'Assat (hauteur 22 cm)

En génie civil, la crapaudine est employée pour assurer une légère liberté de mouvement à des ouvrages d’art ; telle que pour les pylônes de soutènement qui sont posés sur des crapaudines en fonte qui permettent leur pivotement dans le sens du pont suspendu (pont suspendu d'Assat, dans les Pyrénées-Atlantiques).